# Rio 200 2000
Rio 200 2000 var ett race som var den tredje deltävlingen i CART World Series 2000. Racet kördes den 30 april på Autódromo Internacional Nelson Piquet i Rio de Janeiro, Brasilien, vilket var den sista CART-tävlingen i Brasilien och Sydamerika. Racet vanns av mexikanen Adrián Fernández, som trots ett mardrömslikt kval fick ordning på inställningarna till tävlingen, och kunde ta en seger mot oddsen. Han kvalade in på sextonde plats, och gjorde sedan ett misstag, blev konfunderad i samband med starten och förlorade ytterligare placeringar, vilket gjorde segern ännu mer remarkabel.

## Slutresultat
| Plats | Förare               | Team                     | Grid | Kvaltid |
| ----- | -------------------- | ------------------------ | ---- | ------- |
| 1     | Adrián Fernández     | Patrick Racing           | 16   | 39,381  |
| 2     | Jimmy Vasser         | Chip Ganassi Racing      | 6    | 38,943  |
| 3     | Paul Tracy           | Team KOOL Green          | 3    | 38,843  |
| 4     | Cristiano da Matta   | PPI Motorsports          | 17   | 39,419  |
| 5     | Christian Fittipaldi | Newman/Haas Racing       | 5    | 38,879  |
| 6     | Roberto Moreno       | Patrick Racing           | 12   | 39,265  |
| 7     | Mark Blundell        | PacWest Racing           | 23   | 40,073  |
| 8     | Memo Gidley          | Forsythe Racing          | 11   | 39,246  |
| 9     | Michael Andretti     | Newman/Haas Racing       | 15   | 39,340  |
| 10    | Kenny Bräck          | Team Rahal               | 4    | 38,876  |
| 11    | Dario Franchitti     | Team KOOL Green          | 8    | 39,026  |
| 12    | Luiz Garcia Jr.      | Arciero Racing           | 25   | -       |
| 13    | Alex Tagliani        | Forsythe Racing          | 1    | 38,587  |
| 14    | Gualter Salles       | Dale Coyne Racing        | 24   | -       |
| 15    | Michel Jourdain Jr.  | Bettenhausen Motorsports | 22   | 39,856  |
| 16    | Max Papis            | Team Rahal               | 10   | 39,227  |
| 17    | Gil de Ferran        | Marlboro Team Penske     | 13   | 39,298  |
| 18    | Tony Kanaan          | Mo Nunn Racing           | 9    | 39,101  |
| 19    | Takuya Kurosawa      | Dale Coyne Racing        | 19   | 39,590  |
| 20    | Bryan Herta          | Walker Racing            | 20   | 39,620  |
| 21    | Maurício Gugelmin    | PacWest Racing           | 21   | 39,682  |
| 22    | Juan Pablo Montoya   | Chip Ganassi Racing      | 2    | 38,696  |
| 23    | Norberto Fontana     | Della Penna Motorsports  | 18   | 39,504  |
| 24    | Hélio Castroneves    | Marlboro Team Penske     | 7    | 38,985  |
| 25    | Oriol Servià         | PPI Motorsports          | 14   | 39,306  |